# Construction Time Again
Construction Time Again (з англ. Знову час будувати) — третій студійний альбом гурту Depeche Mode, що вийшов у серпні 1983.

## Про альбом
Запис платівки проходив навесні і літом 1983 у студії Garden у Лондоні, а процес мікшування пройшов у Берлінській студії Hansa Mischraum. Construction Time Again є першим альбомом гурту, в записі якого брав участь новий член Depeche Mode Алан Уайлдер.
У Construction Time Again проявилися суттєві зміни в стилі Depeche Mode. Альбом має яскраво виражене індустріальне звучання, яке присутнє і в двох наступних студійних альбомах Some Great Reward і Black Celebration. Також Construction Time Again відрізняється більш глибоким ліричним змістом пісень. На відміну від попередніх платівок гурту в композиціях цього альбому знайшли своє відображення соціальні та політичні теми.
Альбом оформлений Мартіном Аткінсом. Автором обкладинки є Брайан Гріффін. На обкладинці зображена гора Маттергорн. Додаткові ілюстрації зроблені Єном Райтом.

## Трек-лист
1. Love, in Itself — 4:29
2. More Than a Party — 4:23
3. Pipeline — 6:15
4. Everything Counts — 4:19
5. Two Minute Warning — 4:13
6. Shame — 3:50
7. The Landscape Is Changing — 4:47
8. Told You So — 4:24
9. And Then… — 4:34
10. Everything Counts (Reprise) — 1:05